# Пуебло (тютюн)
Вижте пояснителната страница за други значения на Пуебло.
Пуебло (Pueblo) е марка на фино нарязан, 100% натурален, висококачествен тютюн произведен по оригинална рецепта на индианците в Аризона и Ню Мексико. Той се произвежда и разпространява от „Alois Poeschl Tabak GmbH & Co. KG – Германия“.
За отглеждането на този тютюн не се използват абсолютно никакви хербициди и не съдържа никакви добавки. Не се използват химически съставки за поддържане на нормална влажност, както и ароматизатори.

## Качество
PUEBLO е традиционна смес от американски тютюни Вирджиния от най-високо качество.
Тази премиална смес съдържа като всеки тютюн – никотин. Въпреки това, тези тютюни са обработени без добавки, катко и овлажнители, консерванти или добавени аромати. Третирани са натурално само и единствено с вода.
Думата PUEBLO е събирателен термин за индианците, които живеят в Аризона и Ню Мексико. Техните жилища се състоят от къщи до пет етажа, построени от камък. До горните етажи се достига чрез стълби, които са разположени във вътрешния двор. Във всяка една такава тяхна къща, или така наречените къщи Pueblo, индианците произвеждат този тютюн по тяхна натурална рецепта. Пуебло индианците са земеделски производители които отглеждат боб, тикви, памук и тютюн.

## Продукти
- Pueblo Classic: в опаковка 30 гр., Произведен от висококачествена светла Вирджиния. 100% натурален.
- Pueblo Burley Blend: в опаковка 30 гр., Произведен от висококачествени Бърлей и Java тютюни. 100% натурален.
- Pueblo Blue: в опаковка 30 гр., Произведен от балансирана смес от висококачествени тютюни. 100% натурален.